# Rhyacophila atrata
Rhyacophila atrata là một loài Trichoptera trong họ Rhyacophilidae. Chúng phân bố ở miền Tân bắc.